# НБА в сезоні 1957–1958
Сезон НБА 1957–1958 був 12-им сезоном в Національній баскетбольній асоціації. Переможцями сезону стали «Сент-Луїс Гокс», які здолали у фінальній серії «Бостон Селтікс».

## Регламент змагання
Участь у сезоні брали 8 команд, розподілених між двома дивізіонами.
По ходу регулярного сезону кожна з команд-учасниць провела по 72 гри. До плей-оф, який проходив за видозміненою олімпійською системою, виходили по три кращих команди з кожного дивізіону. На стадії півфіналів дивізіонів у боротьбу вступали команди, що посіли друге і третє місця за результатами регулярного сезону кожного з дивізіонів. Команди, які на цьому етапі здолали суперників у серіях ігор до двох перемог, виходили до фіналів дивізіонів, в яких проводили серію ігор до чотирьох перемог проти переможця регулярного сезону в своєму дивізіоні.
Чемпіони кожного з дивізіонів, що визначалися на стадії плей-оф, для визначення чемпіона НБА зустрічалися між собою у Фіналі, що складався із серії ігор до чотирьох перемог.

## Регулярний сезон

### Підсумкові таблиці за дивізіонами
| Східний                  | В  | П  | %П   | Відст | Дом   | Гост  | Нейтр | Див   |
| ------------------------ | -- | -- | ---- | ----- | ----- | ----- | ----- | ----- |
| x-«Бостон Селтікс»       | 49 | 23 | .681 | -     | 25-4  | 16-13 | 8-6   | 20-16 |
| x-«Сірак'юс Нейшеналс»   | 41 | 31 | .569 | 8     | 26-5  | 8-20  | 7-6   | 21-15 |
| x-«Філадельфія Ворріорс» | 37 | 35 | .514 | 12    | 15-11 | 11-19 | 11-5  | 17-19 |
| «Нью-Йорк Нікс»          | 35 | 37 | .486 | 14    | 16-12 | 11-18 | 8-7   | 14-22 |

| Західний              | В  | П  | %П   | Відст | Дом   | Гост  | Нейтр | Див   |
| --------------------- | -- | -- | ---- | ----- | ----- | ----- | ----- | ----- |
| x-«Сент-Луїс Гокс»    | 41 | 31 | .569 | -     | 23-8  | 8-19  | 10-4  | 24-12 |
| x-«Детройт Пістонс»   | 33 | 39 | .458 | 8     | 14-14 | 13-17 | 6-8   | 18-18 |
| x-«Цинциннаті Роялс»  | 33 | 39 | .458 | 8     | 17-12 | 10-19 | 6-8   | 17-19 |
| «Міннеаполіс Лейкерс» | 19 | 53 | .264 | 22    | 10-15 | 4-21  | 5-17  | 13-23 |

Легенда:
- x – Учасники плей-оф

## Плей-оф
Переможці пар плей-оф позначені жирним. Цифри перед назвою команди відповідають її позиції у підсумковій турнірній таблиці регулярного сезону конференції. Цифри після назви команди відповідають кількості її перемог у відповідному раунді плей-оф.
|  | Півфінали дивізіонів | Півфінали дивізіонів | Півфінали дивізіонів |             |   | Фінали дивізіонів | Фінали дивізіонів | Фінали дивізіонів |  |  | Фінал НБА | Фінал НБА | Фінал НБА |
|  |                      |                      |                      |             |   |                   |                   |                   |  |  |           |           |           |
|  |                      |                      |                      |             |   |                   |                   |                   |  |  |           |           |           |
|  |                      | 1                    | Сент-Луїс            | 4           |   |                   |                   |                   |  |  |           |           |           |
|  | Західний Дивізіон    | 1                    | Сент-Луїс            | 4           |   |                   |                   |                   |  |  |           |           |           |
|  |                      |                      | 2                    | Детройт     | 1 |                   |                   |                   |  |  |           |           |           |
|  | 3                    | Цинциннаті           | 2                    | Детройт     | 1 | 0                 |                   |                   |  |  |           |           |           |
|  | 3                    | Цинциннаті           |                      |             |   | 0                 |                   |                   |  |  |           |           |           |
|  | 2                    | Детройт              | 2                    |             |   |                   |                   |                   |  |  |           |           |           |
|  |                      |                      |                      |             |   |                   |                   |                   |  |  | W1        | Сент-Луїс | 4         |
|  |                      |                      | E1                   | Бостон      | 2 |                   |                   |                   |  |  |           |           |           |
|  |                      |                      |                      |             |   |                   |                   |                   |  |  |           |           |           |
|  |                      |                      |                      |             |   |                   |                   |                   |  |  |           |           |           |
|  |                      | 1                    | Бостон               | 4           |   |                   |                   |                   |  |  |           |           |           |
|  | Східний Дивізіон     | 1                    | Бостон               | 4           |   |                   |                   |                   |  |  |           |           |           |
|  |                      |                      | 3                    | Філадельфія | 1 |                   |                   |                   |  |  |           |           |           |
|  | 3                    | Філадельфія          | 3                    | Філадельфія | 1 | 2                 |                   |                   |  |  |           |           |           |
|  | 3                    | Філадельфія          |                      |             |   | 2                 |                   |                   |  |  |           |           |           |
|  | 2                    | Сірак'юс             | 1                    |             |   |                   |                   |                   |  |  |           |           |           |

## Лідери сезону за статистичними показниками
| Показник                  | Гравець      | Команда              | Результат |
| ------------------------- | ------------ | -------------------- | --------- |
| Очки                      | Джордж Ярдлі | «Детройт Пістонс»    | 2,001     |
| Підбирання                | Білл Расселл | «Бостон Селтікс»     | 1,564     |
| Передачі                  | Боб Коузі    | «Бостон Селтікс»     | 463       |
| % влучань з гри           | Джек Тваймен | «Цинциннаті Роялс»   | .452      |
| % влучань штрафних кидків | Дольф Шеєс   | «Сірак'юс Нейшеналс» | .904      |

## Нагороди НБА

### Щорічні нагороди
- Найцінніший гравець: Білл Расселл, «Бостон Селтікс»
- Новачок року: Вуді Солдсберрі, «Філадельфія Ворріорс»

| - Перша збірна всіх зірок: - Боб Коузі, «Бостон Селтікс» - Дольф Шеєс, «Сірак'юс Нейшеналс» - Боб Петтіт, «Сент-Луїс Гокс» - Джордж Ярдлі, «Детройт Пістонс» - Білл Шерман, «Бостон Селтікс» | - Друга збірна всіх зірок: - Том Гола, «Філадельфія Ворріорс» - Кліфф Геган, «Сент-Луїс Гокс» - Слейтер Мартін, «Сент-Луїс Гокс» - Білл Расселл, «Бостон Селтікс» - Моріс Стоукс, «Цинциннаті Роялс» |